# Irodo
De Irodo is een rivier in Madagaskar. De rivier is 80 km lang en is gelegen in de noordelijke regio Diana. 
De Iroda ontspringt op de zuidoostelijke heuvels van het Ambohitra Massief op een hoogte van 800 meter en mondt uit in de Indische Oceaan
De rivier heeft tal van kleine zijrivieren die afstammen van het Ambohitra Massief; Antsakoabe (38 km), Antsalahi (25 km), Marovato (14 km) en Beanamalo (15 km). 
De totale lengte van de rivier Iroda is 80 km en het stroomgebied is 4.300 km². 
In het onderste deel, grenst de rivier tegen de noordelijke grens van het natuurgebied Analameranareservaat, met een oppervlakte van 34.700 ha.